# 君津バスターミナル
君津バスターミナル（きみつバスターミナル）は、千葉県君津市三直にあるバスターミナルである。君津市が運営しており、館山自動車道君津インターチェンジの近くにある。高速バスの他に一般路線バスやコミュニティバスも乗り入れるので、バスの乗り換え拠点として利用することもできる。

## 位置
- 北緯35度19分6.5秒 東経139度56分11秒 / 北緯35.318472度 東経139.93639度
- 鹿野山［北西］ - 地理院地図
- 君津バスターミナル - Google マップ

## 施設
構内はアルファベットの大文字のPの形になっており、バスの乗降場とタクシー発着用のロータリーが一体となっている。その他に待合室・券売所・トイレのある建物1棟と市営駐車場がある。

## バス路線
| 乗り場 | 路線名                  | 行先                                                                                     | 運行会社               |
| ------ | ----------------------- | ---------------------------------------------------------------------------------------- | ---------------------- |
| 1番線  | 周西線                  | 君津製鉄所(平日のみ) 中央門前 (平日朝のみ) 大和田陸橋下 イオンタウン君津 君津駅南口 中島 | 日東交通               |
| 1番線  | 三島線                  | 木更津駅西口 中島                                                                        | 日東交通               |
| 2番線  | 君津 - 羽田空港線       | 羽田空港                                                                                 | 日東交通 京浜急行バス  |
| 2番線  | 館山 - 羽田空港・横浜線 | 羽田空港・横浜駅                                                                         | 日東交通 京浜急行バス  |
| 3番線  | 君津 - 東京線           | バスターミナル東京八重洲・東雲車庫                                                       | 日東交通 京成バス      |
| 3番線  | 新宿なのはな号          | バスタ新宿（新宿駅新南口）                                                               | 日東交通 JRバス関東    |
| 4番線  | 特急バス君鴨ライナー    | 安房鴨川駅・鴨川シーワールド・亀田病院                                                   | 日東交通               |
| 4番線  | 小糸川循環線            | 君津駅南口 君津グラウンド・ゴルフ場                                                      | 君津市コミュニティバス |
| 4番線  | サン アンド ムーン      | 京都・大阪梅田・なんば・ ユニバーサル・スタジオ・ジャパン                                | 大新東                 |

※成田空港線は2014年7月23日より木更津駅西口発着に変更。

## 駐車料金
- 500円／日

24時間営業で、送迎利用を考慮して最初の1時間は無料。

## 周辺
- 君津市民文化ホール
- 千葉県立上総高等学校
- 翔凜中学校・高等学校
- 市立八重原中学校
- 房総四季の蔵 - 農産物直売所や足湯、飲食店の集まった観光施設

## 歴史
- 2003年（平成15年）4月1日 - 供用開始。